# 岩佐祐樹
岩佐 祐樹（いわさ ゆうき、1992年4月19日 - ）は、日本の俳優、モデル、司会者（MC）。FA-ZESエンターテイメント、ウイントアーツを経て、現在はフリーで活動している。
千葉県出身。身長174.5cm、スリーサイズB:90cm、W:73cm、H:92cm。靴のサイズは25cm。

## 出演

### 舞台
- ウルトラマンション公演
  - ウルトラマンション公演vol.2『殺し屋にくびったけ』（2013年8月16日 - 25日、明石スタジオ） - ジン 役
  - ウルトラマンション公演vol.6『エイプリルフールの恋人』（2016年3月30日 - 4月3日、ワーサルシアター） - ポンチョ役
  - ウルトラマンション公演vol.7『あまくないスイカ』（2016年7月4日 - 8日、ワーサルシアター） - 主演・西島命 役
  - ウルトラマンション公演vol.10『なんくるサーファー』（2017年7月26日 - 31日、ワーサルシアター） - 五十嵐泰虎 役
- 劇団たいしゅう小説家Present`s
  - 劇団たいしゅう小説家Present`s『ブラックジャックによろしくZERO』（2014年4月24日 - 27日、萬劇場） - 安田 役
  - 劇団たいしゅう小説家Present`s『LDKミディアム2』（2018年9月12日 - 16日、萬劇場）
- 劇団グスタフプロデュース公演vol.107『夢幻能劇』（2015年5月5日 - 6日、矢来能楽堂） - 滝川一益 役
- FPアドバンス プロデュース
  - FPアドバンス プロデュース『LOOP THE LOOP　飽食の館』〜閉ざされた時間〜 / 〜閉ざされた心〜（2015年5月27日 - 31日、ウエストエンドスタジオ） - 主演・荒川レミ 役
  - FPアドバンス プロデュース公演『線路は続くよ、何処までも。』（2015年10月21日 - 25日、劇場MOMO） - 主演
- 演劇企画ユニット 劇団山本屋『3号』「0＜ゼロ＞地点『つぎはぎだらけのヒーローズ』」（2015年12月16日 - 20日、笹塚ファクトリー） - 槇原嶺 役
- LIVEDOGプロデュース
  - LIVEDOGプロデュース『透明少女』（2016年4月9日 - 17日、新宿村LIVE） - 長友佑 役 ※team EMERALD
  - LIVEDOGプロデュース『鬼斬 -The Powerful performance-』（2016年11月23日 - 27日、新宿シアターサンモール） - ジャミ 役
  - LIVEDOGプロデュース『ある苅屋くんの人生』（2017年6月3日 - 11日、新宿村LIVE） - 直江泰之 役
- オッドエンターテイメント『MARKER LIGHT-BLUE マーカライト・ブルー』（2016年10月5日 - 10日、新宿シアターサンモール） - ロロ 役
- MileStone vol.3rd『Long Believer』（2017年2月8日 - 12日、ラゾーナ川崎プラザソル） - 主演・織田信長 役
- 100点un・チョイス！第4回本公演『8（エイト）』（2017年12月20日 - 24日、ザ・ポケット）
- THAVMAN 1st produce『バイバイドロシー』（2018年5月23日 - 27日、八幡山ワーサルシアター） - 脳のないカカシ 役
- 朗読劇『コミンカフェ・リヴァージュには俺様猫がいる。』（2018年6月29日 - 30日、武蔵野芸能劇場 小劇場） - 藤嶋萩 役
- 演劇企画ユニット 劇団山本屋 CUWT project
  - 演劇企画ユニット 劇団山本屋 CUWT project vol.0『風を切れ』（2018年7月4日 - 8日、ラゾーナ川崎プラザソル）
  - 演劇企画ユニット 劇団山本屋 CUWT project vol.1.0『風を切れ2020』（2021年5月26日 - 6月1日、ラゾーナ川崎プラザソル） - タイガ 役
  - 演劇企画ユニット 劇団山本屋 CUWT project vol.2.0『風を切れ2024』（2024年7月25日 - 28日、東京芸術劇場 シアターウエスト） - 【風】タイガ 役 [4]
- バター猫のパラドックス バター公演 Vol.2『自爆！』（2018年8月1日 - 6日、『劇』小劇場） - 神原修 役
- アドリブ心理劇『レジスタンスイレブン』〜ハロウィンを守り抜け〜（2018年10月6日 - 14日、コフレリオ新宿シアター）※12日のみ出演
- 歌劇派ステージ『ダメプリ』ダメ王子 VS 完璧王子（2018年12月1日 - 9日、AiiA 2.5 Theater Tokyo） - アンサンブル
- WINTARTS
  - WINTARTS 1st STAGE 2018『The Phantom Carol 〜聖夜の怪人〜』（2018年12月20日 - 23日、新宿角座） - 佐橋俊 役
  - WINTARTS 2nd STAGE『謝罪会見プランナー』（2019年12月26日 - 29日、新宿角座） - 軽井沢月 役
- 2.5次元ダンスライブ - 藤村衛 役
  - 2.5次元ダンスライブ「ALIVESTAGE Episode 1『Let us go singing as far as we go: the road will be less tedious. - 歌いながら歩こうよ -』」（2019年5月15日 - 19日、草月ホール）
  - 2.5次元ダンスライブ「S.Q.S Episode 4『TSUKINO EMPIRE2 -Beginning of the World-』」（2019年9月26日 - 29日、舞浜アンフィシアター）[5]
  - 2.5次元ダンスライブ「ALIVESTAGE Episode 2『月花神楽』」（2019年11月8日 - 17日、ヒューリックホール東京）※お当番[6]
  - 2.5次元ダンスライブ「ALIVESTAGE Episode 3『SCHOOL REVOLUTION Hello 神さま 僕はここにいる！』」（2020年4月24日 - 5月6日、ヒューリックホール東京） ※全公演中止[7]
  - 2.5次元ダンスライブ「TSUKIPRO STAGE キソセカイステージ：eins『ソラヲワタルカゼ』」（2020年6月10日 - 13日、立川ステージガーデン） ※全公演中止[8]
  - 「LUNATIC LIVE 2020 in Taiwan」（2020年6月19日 - 21日、信義劇場 Legacy Max） ※全公演中止
  - 2.5次元ダンスライブ「ALIVESTAGE Episode 3『SCHOOL REVOLUTION Hello 神さま 僕はここにいる！』」（2020年10月29日 - 11月8日、ヒューリックホール東京）[9]
  - 2.5次元ダンスライブ「TSUKIPRO STAGE キソセカイステージ：eins『ソラヲワタルカゼ』」（2020年12月19日 - 20日、立川ステージガーデン）※無観客生配信[10][11]
  - 2.5次元ダンスライブ「ALIVESTAGE Episode 4『WYD』」（2021年2月4日 - 2月14日、ヒューリックホール東京）[12]
  - 2.5次元ダンスライブ「ALIVESTAGE外伝 ZIX STAGE『Break It!』」（2021年2月27日 - 2月28日、草月ホール）
  - 2.5次元ダンスライブ「ALIVESTAGE Episode 5『月野百鬼夜行綺譚 天獄 -君死にたまふことなかれ-』」（2021年9月2日 - 12日、シアターGロッソ）[13]
  - 『LUNATIC LIVE 2021』（2021年9月4日 - 5日、東京ガーデンシアター）※5日のみ出演 ※全公演中止[14]
  - 2.5次元ダンスライブ「ALIVESTAGE Episode 6『Gift』」（2022年3月18日 - 27日、ヒューリックホール東京）※お当番[15]
  - 2.5次元ダンスライブ「TSUKIPRO STAGE Episode2『月野奇譚 太極伝奇 -金蘭之契-』」（2022年9月3日 - 11日、シアターGロッソ）※お当番 ※全公演中止[16]
  - 2.5次元ダンスライブ「ALIVESTAGE Episode7『斬心 -霖雨蒼生-』」（2023年1月20日 - 29日、ヒューリックホール東京）[17]
  - 2.5次元ダンスライブ「ALIVESTAGE Episode 8『太極伝奇の、舞台裏』」（2023年7月29日 - 8月7日、なかのZERO 大ホール）[18]
  - 2.5次元ダンスライブ「ALIVESTAGE Episode 9『オトアツメ feat.ORIGIN』」（2024年5月10日 - 19日、ヒューリックホール東京）※お当番[19]
  - 「ALIVESTAGE」＆「S.Q.S」ツキプロ合同ライブ『ROCKOOL FES 2024』（2024年11月20日 - 24日、東京ドームシティ シアターGロッソ）
- 舞台『ありすいんわんだーらんず』（2019年7月17日 - 21日、ザ・ポケット） - 兎山（うさやま） 役
- 舞台×ゲーム連動企画『SHINOBI NOW!!』（2020年1月29日 - 2月2日、IMAホール） - 藤林蓮司 役
- 音楽劇『黒と白 -purgatorium-』- 怠惰・ベルフェゴール 役
  - 音楽劇『黒と白 -purgatorium-』（2020年2月19日 - 23日、日本青年館ホール）
  - 音楽劇『黒と白 -purgatorium- ad libitum』（2020年11月27日 - 12月6日、ヒューリックホール東京）
- 舞台『殺し屋にくびったけ』（2020年7月8日 - 12日、シアターサンモール） - 仁 役
- 舞台『青春歌闘劇〜バトリズムステージ〜』- ゴウ 役
  - 舞台『青春歌闘劇〜バトリズムステージ〜VOID』（2020年8月12日 - 16日、池袋あうるすぽっと）
  - 舞台『新春歌闘劇バトリズム The LIVE』（2022年1月2日 - 3日、ヒューリックホール東京）
- 男〆天魚
  - 男〆天魚 Vol.7『地獄』（2021年4月28日 - 5月2日、ザ・ポケット） - 自宅警備員 役
  - 男〆天魚 Vol.8『遺作』（2022年6月29日 - 7月3日、ザ・ポケット）
- 舞台『観劇者』- M列13番 野間洋平 役
  - 舞台『観劇者』（2021年6月30日 - 7月4日、シアターグリーン BIG TREE THEATER）
  - 舞台『観劇者(再)』（2022年5月4日 - 8日、シアターグリーン BIG TREE THEATER）
- ［Otona Project 第三十六弾］演劇ユニット【爆走おとな小学生】第十四回全校集会『初等教育ロイヤル』【赤組】（2021年7月23日 - 25日、京都劇場） - 山口くん 役
- 舞台『Wizards Storia』- ベガ 役
  - 舞台『Wizards Storia-Initiumu-』（2021年12月2日 - 5日、六行会ホール）
  - 舞台『Wizards Storia』（2022年12月22日 - 26日、羽生市産業文化ホール）※声の出演
  - 朗読劇第二弾『Wizards Storia-vanitas-』（2023年11月2日 - 5日、DDD青山クロスシアター）
- 劇場参加型エンターテイメント
  - 劇場参加型エンターテイメント『THEATER ✕ GAME』★シーズン3★（2022年1月8日 - 10日、THEATER BRATS）※9日・10日のみ出演
  - 劇場参加型エンターテイメント『THEATER ✕ GAMEα』（2022年6月9日 - 12日、コフレリオ新宿シアター）※11日・12日のみ出演
  - 劇場参加型エンターテイメント『THEATER ✕ GAME』★シーズン5★（2022年10月7日 - 10日、新宿スターフィールド）
- 株式会社あるひ 0円プロジェクト企画公演第0弾『埋葬は三日月の朝をくちずさむ』（2022年5月25日 - 29日、北千住BUoY）
- FEVER DRAGON NEO vol.21『金魚鉢』（2022年10月19日 - 30日、STUDIO ZAP）
- WaVe'S
  - WaVe'S 旗揚公演 舞台『不咲息子〜さかずきっず〜』（2023年3月22日 - 26日、新宿コフレリオシアター） - 主演・櫻井幸之助 役
  - WaVe'S 第2回公演 舞台『恋獄プリズン』（2023年9月13日 - 17日、コフレリオ新宿シアター） - 鎌野一朗不太 役
  - WaVe'S 第3回公演 舞台『不咲息子〜さかずきっず〜』（2024年3月27日 - 31日、ぽんプラザホール） - 主演・櫻井幸之助 役 / 鹿島大和 役[20]
  - WaVe'S 第6回公演 舞台『六山荘の恋人』（2024年12月18日 - 22日、新宿コフレリオシアター） - 主演・高木 役
  - WaVe'S 第9回公演 舞台『祭りのかけら』（2025年7月30日 - 8月3日、ザ・ポケット） - 主演・大和 役（W主演）[21]
- 劇団たいしゅう小説家『アルタイルの詩(笑)』（2023年5月3日 - 7日、萬劇場） - 主演
- おぶちゃ6周年記念 6円公演『シックスコードの響く先で』（2023年6月30日 - 7月1日、MSMILEBOX渋谷）
- T-gene stage
  - T-gene stage『消された声』（2023年10月4日 - 9日、すみだパークシアター倉）※ゲスト出演（7日のみ）
  - T-gene stage『コトの葉』（2024年1月18日 - 28日、すみだパークシアター倉）
  - T-gene stage『Episode 犬紀村』（2024年10月23日 - 27日、六行会ホール） - リク 役[22][23]
  - T-gene stage『正義の味方 〜ジャスティス・タクティス〜』（2025年2月26日 - 3月3日、中目黒キンケロシアター）
- 舞台『テムとゴミの声 -第2章 また会えたなら-』（2024年2月28日 - 3月3日、CBGKシブゲキ!!）[24]
- 歌絵巻『ヒカルの碁』序の一手（2024年7月5日 - 14日、サンシャイン劇場） - 筒井公宏 役[25]
- 小谷嘉一プロデュース公演「悲しみに戯けたピエロ-マボロシの作詞家-」（2025年2月5日 - 9日、シアターグリーン BIG TREE THEATER） - 主演
- 舞台「地獄の控室」（2025年5月30日 - 6月8日、ザ・ポケット） - ヨコブエ 役[26]
- MIANEYO〜FINAL〜（2025年7月9日 - 7月13日、全8公演、あうるすぽっと、株式会社あるひ）- 田中はじめ 役[27]

### 映画
- 劇場版SOARA2『I will. -君が未来を歩くとき-』（2021年10月29日公開） - 藤村衛 役

### イベント
- ツキプロFC特別企画『劇場版SOARA ファンの集い』 (2019年7月28日、武蔵野公会堂ホール） - MC
- Blu-ray 2.5次元ダンスライブ「ALIVESTAGE」Episode 1『Let us go singing as far as we go: the road will be less tedious. - 歌いながら歩こうよ -』発売記念イベント (2019年12月7日）
- Blu-ray 2.5次元ダンスライブ「ALIVESTAGE」Episode 2『月花神楽　-青と緑の物語-』発売記念イベント (2020年5月9日、ヒューリックホール東京） ※中止
- 【フォトブック『Wizards Storia』vol.1】リリースチャペルイベント（2021年4月12日、ホテル東京ガーデンパレス内ホワイトチャペルホール）
- ピーズラボ『ジャングルジャングル3』（2021年6月5日、ツイキャスプレミア配信）
- 『Job×Chan!! サマーイベント おかわり!』（2021年8月1日、北とぴあドームホール）
- コラボライブイベント『前夜祭』（2021年10月17日、乗泉寺）
- 『末原拓馬、友達 岩佐祐樹 とおぼんろを語る』（2021年11月19日、OBONRO CINEMA MUSEUM） - ゲスト出演
- 瀬戸啓太BIRTHDAYEVENT2021（2021年12月25日） - ゲスト出演
- コラボライブイベント『前夜祭2』（2022年1月29日・30日、北とぴあドームホール）
- 縣豪紀バースデーイベント『出張!! あがたさんち』（2022年2月13日、モールワールズTOKYO） ※中止
- 岩佐祐樹 30th BIRTHDAY EVENT『感謝』（2022年4月24日、R'sアートコート）
- 『ムービックステージオンリーショップ2022』オンライントークイベント（2022年7月23日）[28]
- コラボライブイベント『前夜祭3』（2022年9月3日・4日、しもきたドーン）
- acoFES プレゼンツ『俳優×芸人どうなりますか！？ライブvol.3』（2022年9月24日・25日、ミューズモード音楽院 本館）※24日のみ出演
- 笹と岩佐がしゃべりまくりますけど準備はいいですか？（2022年11月12日、しもきたドーン）
- 笹と岩佐がしゃべりまくりますけど準備はいいですか？vol.2（2023年1月7日、しもきたドーン）
- RaBO produce vol.29『胸キュン選手権12th〜最強の男は誰だ！壮絶胸キュンバトル!!キュンメンNo.1決定戦〜』（2023年2月12日、ミューズモード音楽院）
- 笹と岩佐がしゃべりまくりますけど準備はいいですか？vol.3（2023年2月25日、しもきたドーン）
- 図ったん×ひょったんvol.12（2023年4月1日、ミューズモード音楽院）
- 笹と岩佐がしゃべりまくりますけど準備はいいですか？vol.4（2023年4月2日、しもきたドーン）
- 岩佐祐樹2023バースデーイベント『やりたい放題』（2023年4月16日、R'sアートコート）
- 『ザ・フィクション vol.4』（2023年5月13日、赤坂πTOKYO）
- 笹と岩佐がしゃべりまくりますけど準備はいいですか？vol.5（2023年6月10日、しもきたドーン）
- 図ったん×ひょったん vol.13（2023年6月11日、Msmile Box渋谷）
- T-gene presents session vol.27（2023年8月19日、ブルースクエア四谷） - ゲスト
- 渡邉響25歳バースデーイベント『響の四半世紀誕生祭！』（2023年8月26日、SOOO dramatic!） - MC
- 笹と岩佐が歌いまくりますけど準備はいいですか？（2023年10月21日、駒沢Camited）
- 笹と岩佐がしゃべりまくりますけど準備はいいですか？vol.6（2023年10月22日、駒沢Camited）
- 2.5次元ダンスライブ「ALIVESTAGE Episode 7『斬心 -霖雨蒼生-』」発売記念イベント（2023年11月26日、animate hall BLACK）
- 笹と岩佐がしゃべりまくりますけど準備はいいですか？vol.7（2023年12月23日、駒沢Camited）
- 笹と岩佐がしゃべりまくりますけど準備はいいですか？vol.8（2024年2月17日、駒沢Camited）
- 2.5次元ダンスライブ「ALIVESTAGE Episode 8『太極伝奇の、舞台裏』」発売記念イベント（2024年3月20日、animate hall BLACK）
- 岩佐祐樹バースデーイベント『やりたい放題2024』（2024年6月1日・2日、原宿ストロボカフェ）
- 渡邉響バースデーイベント『26歳の法則。』（2024年8月25日、大塚ドリームシアター） - MC
- 笹と岩佐がしゃべりまくりますけど準備はいいですか？vol.9（2024年10月5日、駒沢Camited）
- 笹と岩佐がしゃべりまくりますけど準備はいいですか？vol.10（2024年11月3日、駒沢Camited）
- 2.5次元ダンスライブ「ALIVESTAGE Episode 9『オトアツメ feat.ORIGIN』」発売記念イベント（2025年1月11日、animate hall BLACK）

### CM
- CASIO（カタログWEBモデル）（2014年8月 - ）

- サンダーボルトジャパン（WEB）（2016年1月 - ）
- ららぽーと『夏のバーゲン篇』（2016年7月 - ）
- 森永製菓 DARS『毎日ダースの日篇』（2016年12月 - ）
- 日清食品 カップヌードル『舞踏審議篇』（2018年3月 - ）
- JAバンク『みんなの声篇』（2018年6月 - ）
- スターバックスコーヒー『Starbucks eGift』（2019年3月 - ）

### TV
- なるようになるさ。（2013年7月、TBS） - 若者A 役
- ブチまけろ!炎の魂 -長渕炎陣-（2015年1月、BSフジ）
- スーパーJチャンネル（2017年10月、テレビ朝日）
- IVESTA TV（2020年4月29日 - 5月20日、TOKYO MX・BS日テレ）
- プロステTV（2022年1月5日 - 3月16日、TOKYO MX・BS日テレ、#1 - #3）

### WEB番組
- 『ハピゴラ！』（2018年11月、GYAO!）

- 『キャストサイズニュース』第107回 （2019年4月、ニコニコ生放送） ※ゲスト出演
- スマートボーイズPresents インプロ（即興芝居）対決バラエティ『ぺあぺあ』Round 6（2020年3月30日、ニコニコ生放送）
- ツキプロチャンネルあおぞらスペシャル！48時間生配信（2020年11月8日、YouTube・ニコニコ生放送）
- ニコニコ動画『VOIPARA』（朗読劇）（2020年9月）
- 『Job×Chan!!〜それ僕たちにやらせてください〜』（2021年）
- ツキプロチャンネル48時間生配信2021（2021年11月6日・7日、YouTube・ニコニコ生放送）
- Mission in B.A.C（2022年3月3日・11月26日、LINE LIVE）
- ツキプロチャンネル48時間生配信2022（2022年11月5日・6日、YouTube・ニコニコ生放送）※5日のみ出演[29]
- 飛び出せ！🎀エイプリル（2023年4月1日、YouTube）[30]
- ツキプロチャンネル48時間マジカルTV（2023年11月3日・4日、YouTube・ニコニコ生放送）※4日のみ出演[31]
- ニコニコ生放送『松田悟志のガットインTV vol.117』（たこ焼きトークバラエティ、2025年7月21日、ニコニコチャンネル） - ゲスト[32][33]

### ラジオ
- 『イケメン ON AIR!』（2019年7月、Shibuya Cross-FM）※ゲスト出演

### 雑誌・書籍
- ゼクシィ（リクルートホールディングス、2014年4月）
- ラ・ファーファ（ぶんか社、2014年11月） - 巻頭モデル
- フォトブック『Wizards Storia』vol.1 - ベガ 役

### モデル
- 東京ファッションコレクション（2014年2月、舞浜アンフィシアター）
- Next Gate Collection（2016年7月、Zepp Tokyo）
- 天成園（2017年4月、じゃらん） - メンズモデル

## CD

### 『イブステ』シリーズ関連
| 発売日   | 商品名 | キャスト | 歌                                                 |
| 2019年   | 2019年 | 2019年 | 2019年                                             |
| -------- | --- | --- | -------------------------------------------------- |
| 11月29日 | 2.5次元ダンスライブ「ALIVESTAGE Episode 2『月花神楽』」主題歌                                                  | SOARA: 大原空 役：堀田竜成、在原守人 役：石渡真修、神楽坂宗司 役：吉田知央、宗像廉 役：植田慎一郎、七瀬望 役：渡邉響 Growth: 衛藤昂輝 役：塩澤英真、八重樫剣介 役：石川翔、桜庭涼太 役：三谷怜央、藤村衛 役：岩佐祐樹 | 『月花神楽』                                       |
| 11月29日 | 2.5次元ダンスライブ「ALIVESTAGE Episode 2『月花神楽』」〜浅葱の章〜 挿入歌                                     | Growth: 衛藤昂輝 役：塩澤英真、八重樫剣介 役：石川翔、桜庭涼太 役：三谷怜央、藤村衛 役：岩佐祐樹 | 『浅葱萌ゆ』                                       |
| 2020年   | | |                                                    |
| 5月29日  | 2.5次元ダンスライブ「ALIVESTAGE Episode 3『SCHOOL REVOLUTION Hello 神さま 僕はここにいる！』」主題歌           | SOARA: 大原空 役：堀田竜成、在原守人 役：石渡真修、神楽坂宗司 役：吉田知央、宗像廉 役：植田慎一郎、七瀬望 役：渡邉響 Growth: 衛藤昂輝 役：塩澤英真、八重樫剣介 役：石川翔、桜庭涼太 役：三谷怜央、藤村衛 役：岩佐祐樹 | 『SCHOOL REVOLUTION Hello 神さま 僕はここにいる!』 |
| 5月29日  | 2.5次元ダンスライブ「ALIVESTAGE Episode 3『SCHOOL REVOLUTION Hello 神さま 僕はここにいる！』」Ver.GREEN 劇中歌 | Growth: 衛藤昂輝 役：塩澤英真、八重樫剣介 役：石川翔、桜庭涼太 役：三谷怜央、藤村衛 役：岩佐祐樹 | 『to the future』                                  |
| 2021年   | | |                                                    |
| 2月26日  | 2.5次元ダンスライブ「ALIVESTAGE Episode 4『WYD』」主題歌                                                       | SOARA: 大原空 役：堀田竜成、在原守人 役：石渡真修、神楽坂宗司 役：吉田知央、宗像廉 役：植田慎一郎、七瀬望 役：渡邉響 Growth: 衛藤昂輝 役：塩澤英真、八重樫剣介 役：石川翔、桜庭涼太 役：橘りょう、藤村衛 役：岩佐祐樹 | 『WYD』                                            |
| 2月26日  | 2.5次元ダンスライブ「ALIVESTAGE Episode 4『WYD』」Ver.GREEN 劇中歌                                             | Growth: 衛藤昂輝 役：塩澤英真、八重樫剣介 役：石川翔、桜庭涼太 役：橘りょう、藤村衛 役：岩佐祐樹 | 『ハウル -ver.WYD-』                               |
| 10月8日  | 2.5次元ダンスライブ「ALIVESTAGE Episode 5『月野百鬼夜行綺譚 天獄 -君死にたまふことなかれ-』」主題歌            | SOARA: 大原空 役：堀田竜成、在原守人 役：石渡真修、神楽坂宗司 役：吉田知央、宗像廉 役：植田慎一郎、七瀬望 役：渡邉響 Growth: 衛藤昂輝 役：塩澤英真、八重樫剣介 役：石川翔、桜庭涼太 役：橘りょう、藤村衛 役：岩佐祐樹 | 『万古詠唱』                                       |
| 2022年   | | |                                                    |
| 4月1日   | 2.5次元ダンスライブ「ALIVESTAGE Episode 6『Gift』」主題歌                                                      | SOARA: 大原空 役：堀田竜成、在原守人 役：石渡真修、神楽坂宗司 役：吉田知央、宗像廉 役：植田慎一郎、七瀬望 役：渡邉響 Growth: 衛藤昂輝 役：塩澤英真、八重樫剣介 役：石川翔、桜庭涼太 役：橘りょう、藤村衛 役：岩佐祐樹 | 『Gift For The Music』                             |
| 2023年   | | |                                                    |
| 2月17日  | 2.5次元ダンスライブ「ALIVESTAGE Episode 7『斬心 -霖雨蒼生-』」主題歌                                           | SOARA: 大原空 役：堀田竜成、在原守人 役：影山達也、神楽坂宗司 役：吉田知央、宗像廉 役：植田慎一郎、七瀬望 役：渡邉響 Growth: 衛藤昂輝 役：塩澤英真、八重樫剣介 役：石川翔、桜庭涼太 役：田中尚輝、藤村衛 役：岩佐祐樹 | 『斬心-無形ノ八重-』                               |
| 9月29日  | 2.5次元ダンスライブ「ALIVESTAGE Episode 8『太極伝奇の、舞台裏』」主題歌                                        | SOARA: 大原空 役：堀田竜成、在原守人 役：影山達也、神楽坂宗司 役：吉田知央、宗像廉 役：植田慎一郎、七瀬望 役：渡邉響 Growth: 衛藤昂輝 役：塩澤英真、八重樫剣介 役：石川翔、桜庭涼太 役：田中尚輝、藤村衛 役：岩佐祐樹 | 『太極伝奇〜約束〜』                               |
| 2024年   | | |                                                    |
| 7月26日  | 2.5次元ダンスライブ「ALIVESTAGE Episode 9『オトアツメ feat.ORIGIN』」主題歌                                    | SOARA: 大原空 役：堀田竜成、在原守人 役：影山達也、神楽坂宗司 役：吉田知央、宗像廉 役：植田慎一郎、七瀬望 役：渡邉響 Growth: 衛藤昂輝 役：塩澤英真、八重樫剣介 役：石川翔、桜庭涼太 役：田中尚輝、藤村衛 役：岩佐祐樹 | 『ORIGIN -芽生えの詩-』                            |

### 音楽劇『黒と白』シリーズ関連
| 発売日  | 商品名                                          | キャスト                                                                                      | 歌                     |
| 2020年  | 2020年                                          | 2020年                                                                                        | 2020年                 |
| ------- | ----------------------------------------------- | --------------------------------------------------------------------------------------------- | ---------------------- |
| 3月20日 | 音楽劇『黒と白-purgatorium-』劇中歌             | 怠惰・ベルフェゴール 役：岩佐祐樹、努力・ラグエル 役：橘りょう                                | 『Acedia -怠惰-』      |
| 2021年  |                                                 |                                                                                               |                        |
| 1月29日 | 音楽劇『黒と白 -purgatorium- ad libitum』劇中歌 | 強欲・マモン 役：五十嵐拓人、無私・メタトロン 役：瀬戸啓太、怠惰・ベルフェゴール 役：岩佐祐樹 | 『Just take a step！』 |